# Sandi Todorovic
Sandi Todorovic ist ein US-amerikanischer Schauspieler und Filmproduzent.

## Leben
Todorovic ist jugoslawischer Abstammung und spricht daher fließend Bosnisch, Kroatisch und Serbisch. Außerdem spricht er fließend Bulgarisch, Deutsch und Russisch. Er war in Werbespots unter anderen für Audi zu sehen. Erste Filmrollen folgten zwischen 2012 und 2013 in mehreren Kurzfilmen. 2017 machte er in Carving a Life sein Filmschauspieldebüt in der Rolle des Eric. 2018 folgten eine Episodenrollen in der Fernsehserie Counterpartsowie eine Rolle im Kurzfilm Substance. Im selben Jahr spielte er die Rolle des Sandi im Film Coasters, für den er ebenfalls als Produzent fungierte. 2021 verkörperte er eine der Episodenhauptrollen als Igor in der Episode Zwei Igors, Originaltitel A Tale Of Two Igors, der Fernsehserie Navy CIS: L.A. 2022 stellte er die größere Rolle des Alexei im Mockbuster Shark Side of the Moon dar. 2022 fungierte er am Kurzfilm How to Avoid a Sappy Goodbye als Produzent. Der Kurzfilm wurde unter anderen am 1. Juni 2022 auf dem LA Shorts Fest und am 19. Oktober 2022 auf dem San Diego International Film Festival gezeigt. 2023 folgte eine Episodenrolle in der Fernsehserie Hunters.

## Filmografie (Auswahl)

### Schauspiel
- 2012: Lovely Lies (Kurzfilm)
- 2012: Wir Malen (Kurzfilm)
- 2012: Wedding Hi-Jinx (Kurzfilm)
- 2013: Stages (Kurzfilm)
- 2017: Carving a Life
- 2018: Counterpart (Fernsehserie, Episode 1x07)
- 2018: Substance (Kurzfilm)
- 2018: Coasters
- 2021: Navy CIS: L.A. (NCIS: Los Angeles, Fernsehserie, Episode 12x18)
- 2022: Shark Side of the Moon
- 2023: Hunters (Fernsehserie, Episode 2x01)

### Produktion
- 2018: Coasters
- 2022: How to Avoid a Sappy Goodbye (Kurzfilm)

## Theater (Auswahl)
- Spoon River Anthology, San Diego
- Impromptu, San Diego State
- Sports, Birch North Park Theatre